# Bloodstock
Bloodstock er en årlig heavy metal-festival afholdt over to dage i The Assembly Rooms, Derby, England. Begivenheden omfatter store mainstream-navne samt undergrundsbands delt mellem to scener, såvel som et 'Metal Market' som tilbyder diverse genremerchandise og cd'er. Festivalen er kendt som at vise internationale bands for første gang i Storbritannien, og var bl.a. de første til at vise Blind Guardian og Nightwish. En separat open air festival, Bloodstock Open Air, blev startet i 2005.
|  | Denne artikel om en begivenhed kan blive bedre, hvis der indsættes et (bedre) billede. Du kan hjælpe ved at afsøge Wikimedia Commons for et passende billede eller lægge et op på Wikimedia Commons med en af de tilladte licenser og indsætte det i artiklen. |